# Psictero

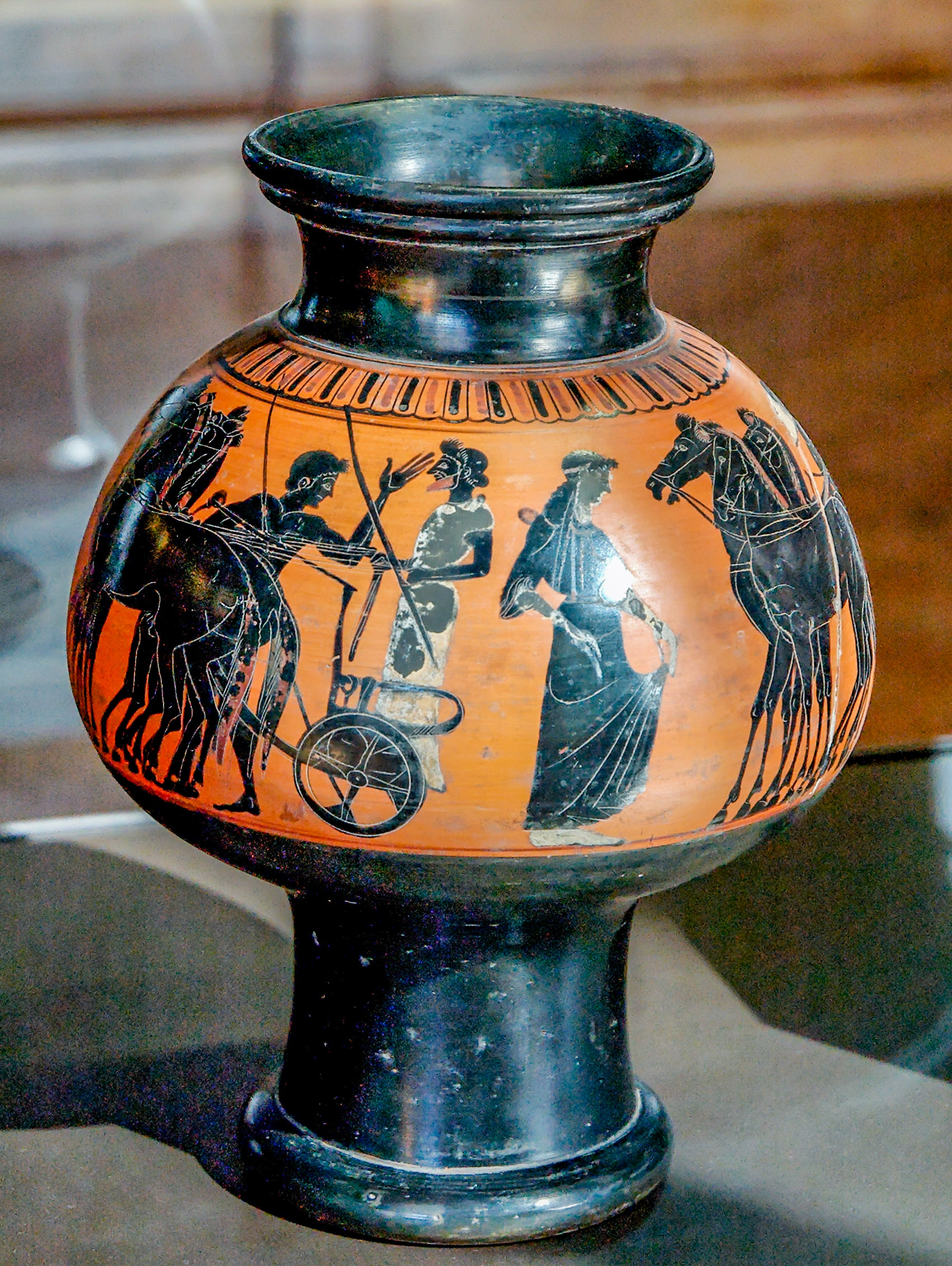
Psictero decorado con escenas mitológicas (Museo del Louvre).

Psictero/a o psicter (en griego, ψυκτήρ: "enfriador") es un vaso de la cerámica griega similar a una seta, hueco en su pie y a veces provisto de tapadera, utilizado para enfriar el vino introduciéndolo dentro de una crátera con agua fría o hielo.